# Ада де Варенн

Герб дома де Варенн

Ада де Варенн (или Аделина де Варенн; англ. Ada de Warenne; ок. 1120 — 1178) — представительница высшей англонормандской аристократии из рода де Варенн, супруга Генриха Шотландского, графа Хантингдона, и мать королей Шотландии Малькольма IV и Вильгельма I Льва.

## Биография
Ада была дочерью Вильгельма де Варенна, 2-го графа Суррея, и Элизабет де Вермандуа. Дом де Варенн являлся одним из наиболее знатных и влиятельных в Англо-Нормандской монархии, а мать Ады происходила из французской королевской династии Капетингов и была правнучкой короля Генриха I. В 1139 году юная Ада была выдана замуж за Генриха Хантингдонского, сына Давида I, короля Шотландии. Этот брак был призван закрепить примирение двух британских государств после серии разорительных вторжений шотландцев в Северную Англию в 1136—1139 годах и обеспечить поддержку Давидом I английского короля Стефана Блуаского в условиях разворачивающейся гражданской войны в Англии: графы де Варенн являлись одними из наиболее верных соратников короля в борьбе против императрицы Матильды. В качестве вдовьей доли Аде были выделены земельные владения в Восточном Лотиане вместе с Хаддингтоном, вероятно, первым населённым пунктом Шотландии, получившим статус королевского города, а также Крейл в Файфе.
После ранней смерти Генриха Хантингдонского в 1152 году старший сын Генриха и Ады Малькольм был провозглашён наследником шотландского престола, а второй сын Вильгельм получил североанглийские владения отца (Нортумберленд с Камберлендом). Ада удалилась в Хаддингтон, который очевидно, стал её основной резиденцией. Вероятно именно в это время в Шотландию переселилось значительное количество мелких англонормандских рыцарей из владений дома де Варенн, которые благодаря посредничеству Ады получали земельные лены и королевские должности, что сыграло существенную роль в формировании новой англо-шотландской аристократии. Ада де Варенн также известна как покровительница церкви и монастырей. Неподалёку от Хаддингтона она основала женский цистерцианский монастырь Святой Марии, которому передала обширные земли в Восточном Лотиане.
В 1153 году скончался Давид I и королём Шотландии стал старший сын Ады Малькольм IV. В начале 1160-х годов Ада де Варенн, по свидетельству английского хрониста следующего поколения, пыталась убедить Малькольма снять обет безбрачия и взять в жёны Констанцию Бретонскую, дочь Конана III, герцога Бретани. Этого ей добиться, однако, не удалось: 9 декабря 1165 года Малькольм IV скончался. Шотландский престол перешёл ко второму сыну Ады Вильгельму I Льву. Хотя подписи Ады достаточно часто фигурируют на документах начала правления Вильгельма I, свидетельств о наличии какого-либо влияния матери на политику короля нет.
Ада де Варенн умерла в 1178 году и, вероятно, была похоронена в Хаддингтоне. После её смерти Хаддингтон и другие земли вернулись в состав домена королей Шотландии. Известно, что в 1198 году во «дворце Хаддингтона», возможно построенного Адой де Варенн, супруга Вильгельма Льва родила сына, который позднее стал королём Шотландии под именем Александра II.

## Брак и дети
Ада де Варенн была замужем (1139) за Генрихом Шотландским (1114—1152), графом Хантингдона и Нортумбрии, сыном Давида I, короля Шотландии. Их дети:
- Ада Хантингдонская (1140—1205), замужем (1162) за Флорисом III, графом Голландии[5];
- Маргарита Хантингдонская (1141—1201), замужем первым браком (1160) за Конаном IV, герцогом Бретани, вторым браком (1171) за Хамфри IV де Богун, лордом-констеблем Англии (ум. 1180);
- Малкольм IV (1142—1165), король Шотландии (1153—1165), граф Хантингдон (1157—1165);
- Вильгельм I Лев (1143—1214), король Шотландии (1165—1214), граф Нортумбрии (1152—1157), граф Хантингдон (1165—1174, 1185), женат (1186) на Эрменгарде де Бомон, дочери Ричарда, виконта де Бомон-сюр-Сарт;
- Давид Хантингдонский (1144—1219), граф Хантингдон (1185—1215, 1218—1219), женат (1190) на Матильде Честерской, дочери Гуго де Кевильока, графа Честера. Потомки Давида Хантингдонского (Брюсы, Баллиолы) оспаривали престол Шотландии после прекращения Данкельдской династии в 1290 году и стали родоначальниками всех шотландских монархов, начиная с 1292 года до настоящего времени, включая королей Великобритании после 1709 года;
- Матильда Хантингдонская (р. и ум. 1152).